# السلطة النقدية في سنغافورة

شعار السلطة النقدية في سنغافورة

السلطة النقدية في سنغافورة (MAS) هي البنك المركزي وهيئة التنظيم المالي لجمهورية سنغافورة. تدير الهيئة مختلف القوانين المتعلقة بالنقود والمصارف والتأمين والأوراق المالية والقطاع المالي بشكل عام، بالإضافة إلى سكّ العملة. تم تأسيسها في عام 1971 لتكون كمصرف ووكيل مالي لحكومة سنغافورة.

## التاريخ
انشأت السلطة النقدية في سينغافورة عام 1971 للإشراف على الوظائف النقدية المتنوعة المرتبطة بالعلوم المالية والمصرفية.فقبل تأسيسها كانت الوكالات والدوائر الحكومية تقوم بأداء الوظائف المالية.
وكلما تقدمت سنغافورة، تطلبت الخدمات المصرفية والبيئة النقدية التي تزداد تعقيداً إدارة نقدية أكثر ديناميكية وتماسكاً.ولذلك، في عام 1970 أصدر برلمان سنغافورة قانوناً بخصوص الهيئة النقدية في سنغافورة مما أدى إلى تشكيل السلطة النقدية السنغافورية في 1 يناير 1971. فالقانون يعطي الهيئة الحق في تنظيم جميع عناصر السياسة النقدية، والمصرفية في الجمهورية.

## قائمة الرؤساء
1.هون سيوسين(يناير1971-يوليو1980)
2.جو كينج سوى(اغسطس1980-يناير1985)
3.ريتشارد هو(يناير1985-ديسمبر1997)
4.لي سين لونج(يناير1998-اغسطس2004)
5.جو تشوك تونج(اغسطس2004—مايو2011)
6.ثرمان شانموجاراتام(مايو2011-الوقت الحالي)

## المسئوليات
وفي أبريل 1977،قررت الحكومة إعادة تنظيم قطاع التأمينات ليقع تحت سلطة الهيئة النقدية وفي سبتمبر 1984 تم أيضاً نقل المهام التنظيمية التي نص عليها قانون صناعة الأوراق المالية لعام 1973 إلي سلطة الهيئة النقدية. وهذا يعني أنه علي عكس العديد من البنوك المركزية الأخرى، فإن الهيئة النقدية تعتير أيضاً سلطة الرقابة المالية في سنغافورة.
وقد أعطيت السلطة النقدية في سنغافورة الحق في التصرف كوكيل مالي ومصرفي للحكومة كما تعهدت أيضاً بتعزيز الإستقرار النقدي، وسياسات الائتمان، والصرف الأمر الذي يساعد بدوره علي نمو الاقتصاد.

## أدوات
وبالتالي، علي عكس العديد من البنوك المركزية الأخري مثل النظام الاحتياطي الفيدرالي وبنك إنجلترا، فإن الهيئة النقدية في سنغافورة لا تتحكم في النظام المالي من خلال معدلات الفائدة لتؤثر علي السيولة في النظام .بدلاً عن ذلك، تقوم بهذا عن طريق آلية النقد الأجنبي من خلال التدخل في سوق الدولار السنغافوري.

## إصدار العملات المعدنية والأوراق المالية
وتتولى الهيئة النقدية السنغافورية مهمة إصدار العملة وذلك بعد اندماجها مع مفوضي مجلس النقد في 1 أكتوبر 2002.
كما تمتلك الهيئة النقدية كامل الحق في إصدار الأوراق المالية والعملات المعدنية. وتقوم لجنة السياسة النقدية بعد موافقة الحكومة بتحديد أبعاد،وتصاميم، وفئات العملات الصادرة .فالعملات النقدية والورقية تستخدم كعملة قانونية داخل الدولة لجميع التعاملات في القطاعين العام والخاص دون قيود.

## وصلات خارجية
1. ↑  وصلة مرجع: https://www.ngfs.net/en/about-us/membership. الوصول: 25 أكتوبر 2019.
2. ↑  وصلة مرجع: https://www.nas.gov.sg/archivesonline/government_records/agency-details/167. الوصول: 25 فبراير 2024.
3. ↑  مذكور في: GLEIF Registration Authorities List. الناشر: Global Legal Entity Identifier Foundation.
4. ↑  "Our History". www.mas.gov.sg (بالإنجليزية). Archived from the original on 2022-05-14. Retrieved 2022-05-11.
5. ↑  "Singapore Domestic Interest Rate". Monetary Authority of Singapore. مؤرشف من الأصل في 2019-04-19. اطلع عليه بتاريخ 2014-09-17.